# ماريو لينو
ماريو لينو (بالبرتغالية: Mário Lino‏) هو سياسي برتغالي، ولد في 31 مايو 1940 في لشبونة في البرتغال. حزبياً، نشط في الحزب الاشتراكي (البرتغال).